# 坂上 (神戸市)
坂上（さかがみ）は、兵庫県神戸市垂水区にある町名。一丁目から五丁目がある。郵便番号は655-0895。

## 地理
垂水区の南部に位置する。南北に細長い住宅地域である。JR神戸線と山陽電気鉄道本線がすぐ南を通る。東は中道、南は平磯、西は川原、北は福田川を挟んで御霊町、清水通に接する。住居表示が実施されている。

## 歴史
1930年（昭和5年）4月から1933年（昭和8年）1月にかけて、東垂水区第二耕地整理組合によって福田川左岸の東垂水町字川中、字川原、字大坪、字中道、字坂上、字山脇、字這上リの各地域が耕地整理された。その総面積は6万1千坪であり、1万1千7百坪の道路が新たに整備された。東垂水町であったころ、それらの地域は西から東へ川中通、川原通、坂上通、中道通、山手通と称された。この耕地整理時に建てられた石柱が現在でも坂上一・二丁目にあり、「坂上通一丁目」というような「通」の付いた名前が刻まれている。1970年（昭和45年）6月に、住居表示実施と共に東垂水町字坂上と字大坪の一部より成立した。

### 地名の由来
東垂水町の小字「坂上」に由来する。西隣の川原から坂上にかけて緩やかな傾斜地となっており、地形から付けられた名ということがわかる。

### 町名の変遷
| 実施後     | 実施年月日            | 実施前                         |
| ---------- | --------------------- | ------------------------------ |
| 坂上一丁目 | 1970年（昭和45年）6月 | 東垂水町字坂上、字大坪（一部） |
| 坂上二丁目 | 1970年（昭和45年）6月 | 東垂水町字坂上、字大坪（一部） |
| 坂上三丁目 | 1970年（昭和45年）6月 | 東垂水町字坂上、字大坪（一部） |
| 坂上四丁目 | 1970年（昭和45年）6月 | 東垂水町字坂上、字大坪（一部） |
| 坂上五丁目 | 1970年（昭和45年）6月 | 東垂水町字坂上、字大坪（一部） |

## 世帯数と人口
2021年（令和3年）12月31日現在の世帯数と人口は以下の通りである。
| 町丁       | 世帯数  | 人口  |
| ---------- | ------- | ----- |
| 坂上一丁目 | 119世帯 | 191人 |
| 坂上二丁目 | 77世帯  | 150人 |
| 坂上三丁目 | 148世帯 | 251人 |
| 坂上四丁目 | 121世帯 | 196人 |
| 坂上五丁目 | 38世帯  | 65人  |
| 計         | 503世帯 | 853人 |

## 小・中学校の学区
市立小・中学校に通う場合、学区は以下の通りとなる。
| 丁目   | 番   | 小学校             | 中学校             |
| ------ | ---- | ------------------ | ------------------ |
| 一丁目 | 全域 | 神戸市立垂水小学校 | 神戸市立垂水中学校 |
| 二丁目 | 1番  | 神戸市立垂水小学校 | 神戸市立垂水中学校 |
| 二丁目 | 2番  | 神戸市立高丸小学校 | 神戸市立垂水中学校 |
| 三丁目 | 全域 | 神戸市立高丸小学校 | 神戸市立垂水中学校 |
| 四丁目 | 全域 | 神戸市立高丸小学校 | 神戸市立垂水中学校 |
| 五丁目 | 全域 | 神戸市立高丸小学校 | 神戸市立垂水中学校 |

## 施設
郵便局
- 神戸坂上郵便局 - 坂上四丁目2番5号